# Bumi Ayu (Timang Gajah)
Bumi Ayu is een bestuurslaag in het regentschap Bener Meriah van de provincie Atjeh, Indonesië. Bumi Ayu telt 879 inwoners (volkstelling 2010).